# Jean Toutin den yngre
Jean Toutin, född 14 november 1619 i Châteaudun, Frankrike, död efter 1660, var en fransk emaljmålare.

## Biografi
Jean Toutin den yngre var son till den franska guldsmeden och emaljmålaren Jean Toutin och Élisabeth Mérault och från omkring 1637 gift med Sara Graviller. Toutin och hans bror Henri utbildades troligen av sin far i emaljmåleri. Vid mitten av 1640-talet försökte han etablera sig som emaljmålare vid drottning Kristinas hov men det är oklart om han besökte Stockholm 1645–1646 eftersom det inte finns några noteringar i vare sig hovhandlingar eller anda handlingar om hans Stockholmsbesök. Få av hans arbeten är kända men han är representerad med ett emaljerat ur vid Louvren i Paris och ett ur vid British museum i London. Båda arbetena har en mycket hög klass och är dekorerade med mytologiska scener på urets båda sidor och insida. Vid Kungliga husgerådskammaren förvaras drottning Kristinas praktur med emaljmålningar som ibland tillskrivs Toutins elev miniatyrmålaren Pierre Signac men senare forskning vill tillskriva uret till Toutin.